# پول بیشتر (ترانه لیل اوزی ورت)
«پول بیشتر» (به انگلیسی: Money Longer) نخستین تک‌آهنگ از رپر آمریکایی لیل اوزی ورت می‌‎باشد که در ۶ فوریهٔ سال ۲۰۱۶ به‌عنوان نخستین از سومین میکس‌تیپ وی تحت عنوان لیل اوزی ورت علیهٔ دنیا منتشر گردید. تمام آهنگ بر محور این ایده می‌چرخد که لیل اوزی ورت حالا «کاملاً وحشی شده» — جمله‌ای که بارها در طول ترانه تکرار می‌شود.

## در فرهنگ عامه
این اثر در سال ۲۰۱۸ به یک میم اینترنتی تبدیل شد؛ یک نسخه‌ای از ترانه با بیس تقویت‌شده در ویدیوهای مختلفی استفاده می‌شد که در آن یک بیگانهٔ نقره‌ای‌رنگ در یک پس‌زمینهٔ سبز می‌رقصید — این شخصیت به «هاوارد د الین» معروف است و میم با فلج خواب نیز ربط داده می‌شد.